# Betta breviobesus
Betta breviobesus es una especie de pez de agua dulce de la familia Osphronemidae. Es originario de Indonesia.

## Taxonomía
Betta breviobesus fue descrita por los ictiólogos Tan Heok Hui y Maurice Kottelat y publicada en The Raffles Bulletin of Zoology 46(1):41-51 en 1998.